# Щербина, Иван Васильевич
 Ива́н Васи́льевич Щерби́на  (10 [23] июля 1916, Берестовое, Таврическая губерния — 29 августа 2008, Киев) — начальник штаба 310-го гвардейского стрелкового полка (110-я гвардейская стрелковая дивизия, 49-й стрелковый корпус, 53-я армия, 2-й Украинский фронт). Герой Советского Союза.

## Биография
Родился 10 (23) июля 1916 года в селе Яровицкое в крестьянской семье.
В 1935 году окончил два курса мариупольского индустриального рабочего факультета. Работал горновым на заводе «Азовсталь». В Красную армию призван в 1935 году. В 1942 году окончил Военную академию имени М. В. Фрунзе.

#### Великая Отечественная война
На фронте — с августа 1942 года.
За образцовое выполнение боевых заданий при форсировании Днепра был награждён орденом Отечественной войны 2-й степени.
В апреле 1944 года представлялся к званию Героя Советского Союза, которое было присвоено спустя 47 лет.
Указом Президента СССР от 5 мая 1991 года за мужество и героизм, проявленные в борьбе с немецко-фашистскими захватчиками в Великой Отечественной войне 1941—1945 годов, полковнику в отставке Щербине Ивану Васильевичу присвоено звание Героя Советского Союза с вручением ордена Ленина и медали «Золотая Звезда».

#### Послевоенное время
После войны продолжил службу в армии. Был начальником отдела строительного управления Прикарпатского военного округа. С 1963 года гвардии полковник Щербина — в запасе. Жил в городе Львове, затем — в Киеве.
Умер 29 августа 2008 года. Похоронен на Байковом кладбище в Киеве.

## Награды
- Медаль «Золотая Звезда» (05.05.1991);
- орден Ленина (05.05.1991);
- орден Красного Знамени (27.03.1943)[3];
- орден Отечественной войны I степени (11.03.1985)[4];
- орден Отечественной войны II степени (12.10.1943)[2];
- два ордена Красной Звезды (09.12.1942[5]; ?);
- медали.